# Josias von Qualen (feltmarskal)
Josias von Qualen (død 1. maj 1586 på Gottorp Slot) var feltmarskal og amtmand i Krempe, den kgl. del af Sønderditmarsken og Steinburg og Gottorp.
Han var søn af Otto von Qualen til Koselau i Holsten. Som oberst for et rytterregiment deltog han med hæder i krigen med Sverige 1563-1570 lige fra dens begyndelse til dens slutning. I slaget ved Axtorna 1565 førte han den anden træfning, og ved forskellige lejligheder viste han sig som en dygtig og erfaren fører.
Derimod havde han jævnlig vanskeligheder ved at holde sine hvervede ryttere i ave; 1564 nægtede de at lystre, og deres udeblivelse fra hovedhæren tvang denne til at opgive et påtænkt indfald i Sverige. Årsagen hertil var vanskeligheder ved at udrede solden, og Qualen måtte selv skaffe de nødvendige midler. Kongen måtte derfor udstede skadesløsbreve til ham på o. 70000 Dlr., for hvilken sum en del danske adelsmænd gik i borgen, og tillige sætte i pant Ø Kloster og Hagenskov Len.
1569 deltog han i belejringen af Varberg, hvor Daniel Rantzau og Frands Brockenhuus faldt, og Josias von Qualen udnævntes nu til feltmarskal, hvilken stilling han beklædte til krigens slutning.
Senere blev han amtmand i Steinburg og statholder i Sydditmarsken. Han pådrog sig her kongens unåde ved at opkøbe frit bondegods, og efter at han 1580 havde overværet hyldingsfesten i Odense, trådte han i hertug Adolfs tjeneste og udnævntes til amtmand på Gottorp Slot. Her døde han 1. maj 1586. Han var gift med Øllegaard Ahlefeldt, en datter af Benedict Ahlefeldt til Lehmkuhlen og Satrupholm.
Josias von Qualen forveksles jævnlig med broderen Josva von Qualen, der ved giftermål med Magdalena Munk, datter af Oluf Munk, kom i besiddelse af en del gods i Nørrejylland, som han 1579 mageskiftede til kong Frederik.